# 이토정 (시즈오카현)
이토정(伊東町)은 시즈오카현 다가타군에 속했던 정이다. 현재의 이토시에 해당한다.

## 역사
- 1889년 4월 1일 - 정촌제 시행에 의해 가모군 이토촌이 성립하였다.
- 1896년 4월 1일 - 군제 시행에 의해 다가타군 이토촌이 되었다.
- 1906년 1월 1일 - 정으로 승격해 이토정이 되었다.
- 1947년 8월 10일 - 고무로촌과 신설합병해 시로 승격해 이토시가 성립하여, 동일 이토정은 폐지되었다.

## 교통

### 철도
- 국유철도
  - 이토선

## 참고문헌
- 가도카와 일본 지명 대사전 22 静岡県